# 独立结构
在语言学中，独立结构（英語：absolute construction）是一种与其他词或句子成分的与正常或惯常句法关系无关的语法结构。它可以是从属子句形式的非限定小句，修饰一个整句；也可以是一个单独存在的形容词或物主代词，不修饰实词；还可以是一个及物动词，其宾语被暗示于句中，但不出现。其英语中的absolute来自拉丁语的，意为“脱离”或“分离”。
由于非限定小句（被称作独立小句）在语义上不与句子中的任何一个元素相关，因此很容易与悬垂分词混淆。二者的区别在于悬垂分词的分词短语实际上是用于修饰某一个特定的名词的，但是却错误的对应到了另外一个名词上；而充作独立小句的分词短语不修饰任何名词。

## 英语
英语中的独立结构，即独立主格结构，并不常用。而且，除了一些固定描述（例如"weather permitting"“天气允许的话”）之外，独立主格结构更多出现于书面语而非口语中。使用独立主格结构的例子包括：
- Weather permitting, we will have a barbecue tomorrow.
如果天气允许的话，我们明天去烧烤。

- All things considered, it's not a bad idea.
从各方面考虑，这都不失为一个好主意。
- This being the case, let us go.[1]
既然如此，那我们走吧。
- The referee having finally arrived, the game began.[2]
裁判终于到场，比赛开始了。

## 拉丁语
在古典拉丁语中出现时，独立小句要根据离格变化现在分词或过去分词，因此这些独立小句被称作独立离格结构。独立离格结构描述句子发生的一般情况。独立离格结构相当于英语中的"with [名词] [分词]"：
- Urbe capta Aeneas fugit.
城市被攻陷后，埃涅阿斯逃走了。

尽管不常见，独立小句也存在加形容词的情况：
- Omnem enim illam partem regionemque vivo Cn. Pompeio bellum instauraturam esse credebat.
他认为，只要格奈乌斯·庞培还活着，该地区就会再度陷入战争。（《亚历山大战记》42）

在晚期拉丁语中，独立小句中也出现了主格和宾格，甚至与独立离格结构一起出现：
- Benedicens nos episcopus, profecti sumus
在主教的祝福声中，我们离开了。（4世纪，Peregrinatio Egeriae 16.7）
- Machinis constructis, omniaque genera tormentorum adhibita, ...
随着机器的制造和各类刑具的使用，......（6世纪，约达尼斯）[7]

## 其他印欧语系语言
其他格的独立结构也出现于印欧语系中，例如希腊语、德语和拉丁语中的独立宾格结构，希腊语中的独立属格结构，古英语、哥特语和古教会斯拉夫语中的独立与格结构，梵语中的独立方位格结构，以及盎格鲁-撒克逊语的独立工具格结构。